# 岩屋山古墳
岩屋山古墳（いわややまこふん）は、奈良県高市郡明日香村越にある古墳。形状は方墳。国の史跡に指定されている。

## 概要
横穴式石室が開口していたことから、古くから、その存在が広く知られた古墳である。一辺45メートル前後の方墳と考えられるが、八角墳と見る説もある。1978年（昭和53年）に水害で、以前から削り取られていた墳丘西側が崩壊したため、環境整備事業が行なわれ、発掘調査が実施されている。

### 墳丘
墳丘は西側を大きく破壊されているが発掘調査によって本来は、1辺約45メートル前後、高さは12メートルの規模で2段に築成されていたのが明らかにされた。また、盛土は丁寧に版築されていた。墳形は下段部が明らかに方形であることから、発掘調査では方墳とされているが、白石は当古墳の測量図をもとに分析を行い、下段部は方形であるが、上段部を八角形に築いた八角墳ではないかと指摘している。八角墳は御廟野古墳（伝天智天皇陵）、野口王墓古墳（伝天武天皇・持統天皇合葬陵）など飛鳥時代の大王墓（天皇陵）に見られるものである。

### 石室

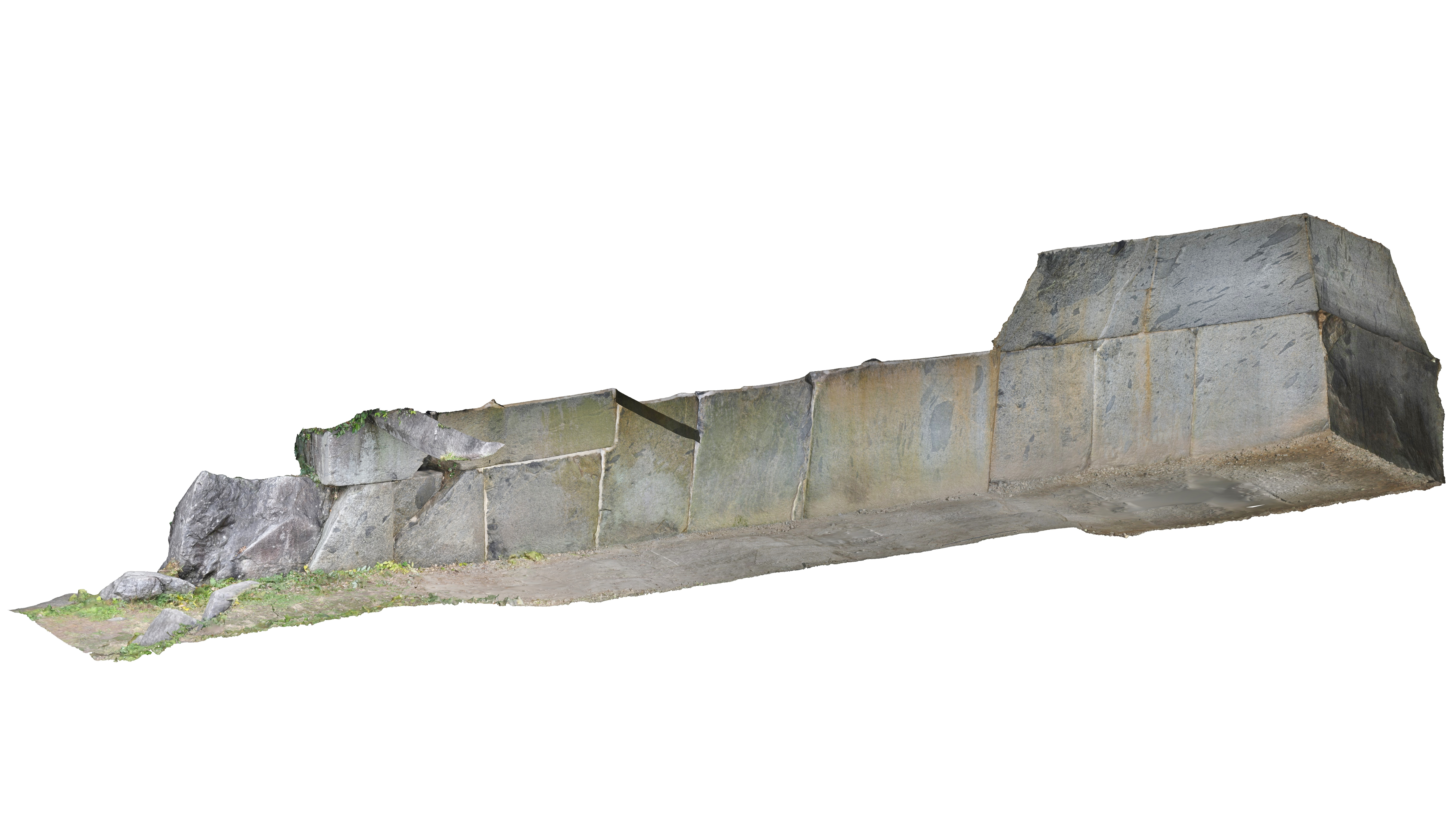
石室俯瞰図

石室展開図

石室の用材にすべて花崗岩を使用した両袖式の横穴式石室で、内面には精巧な切石加工がほどこされている。玄室の壁面は2段積みで奥壁は上下各1枚、側壁は上段2枚、下段3枚の切石からなり、各壁とも上段は内側へ傾いた構造である。天井石は大きな一枚岩からなる。羨道の側壁は奥半分は1段であるが、前半は2段積みとなっている。玄室の長さ4.9メートル、幅2.7メートル、高さ3メートル、羨道の長さ12メートル、幅1.9メートルを測る。奈良県から南河内にかけての地域には、本古墳の石室と平面・立面の規格が同一である古墳、あるいは同一の仕様で規模を縮小した古墳が複数存在する。奈良県桜井市ムネサカ第1号墳の横穴式石室は本古墳の石室と同形同大で、また同県橿原市の小谷古墳、同県天理市の峯塚古墳は本古墳の石室の規格を一部縮小したものである。さらに大阪府叡福寺北古墳（伝聖徳太子墓）の石室も現在調査不可能であるが、古記録によればこれらと同じ形式に属するとされる。白石太一郎はこれらを総称して岩屋山式と呼び古墳時代終末期の横穴式石室の代表的な形式の1つとしている。また、奈良県艸墓古墳、同県西宮古墳など岩屋山古墳の壁面構成を単純化し、岩屋山式に後続する型式の横穴式石室を岩屋山亜式とも呼んでいる。なお、発掘調査によると石室内は既に乱掘されており、しかも中世ごろとみられる墓が玄室中央に掘られており、埋葬当時の遺物は発見できなかった。

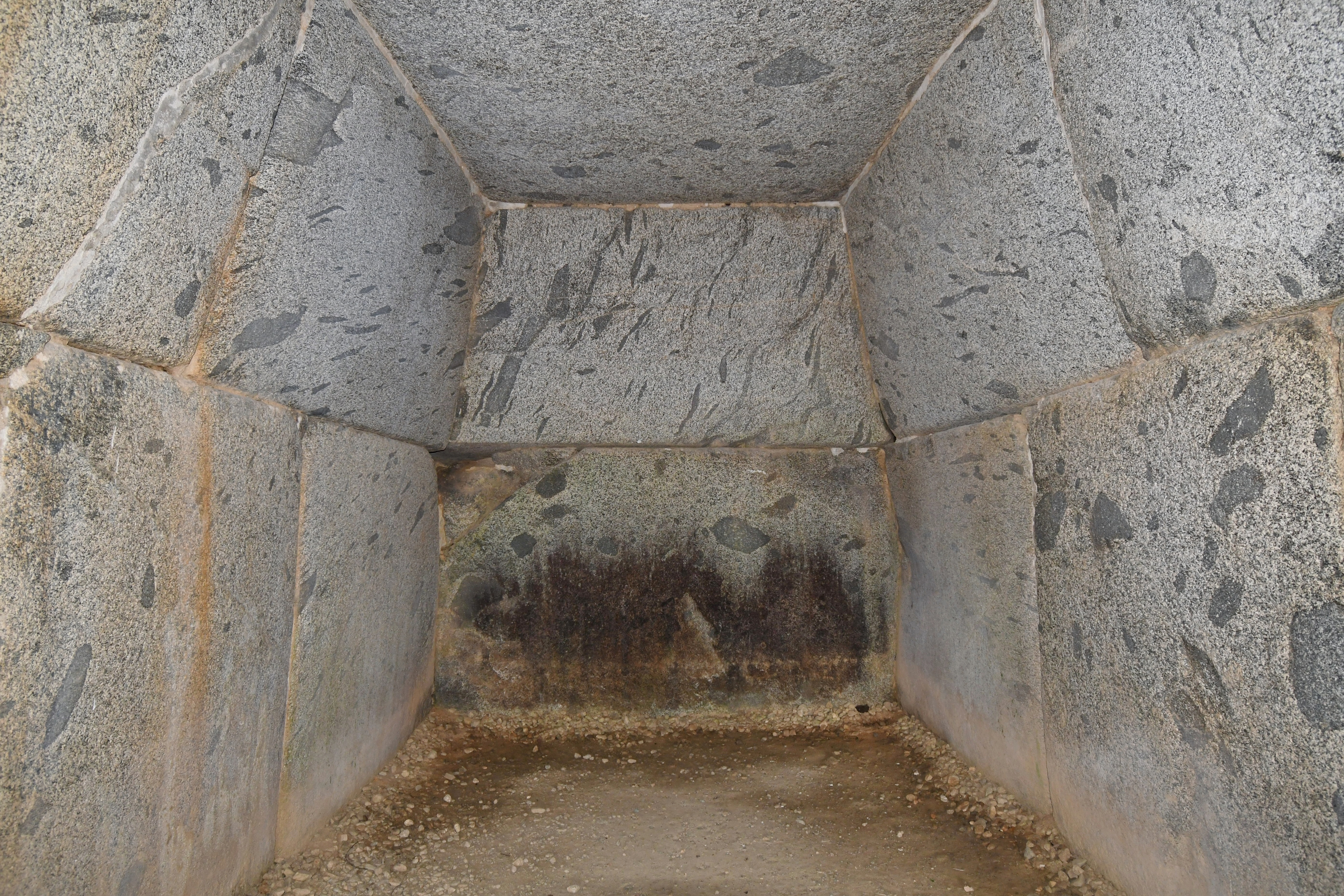
玄室（奥壁方向）
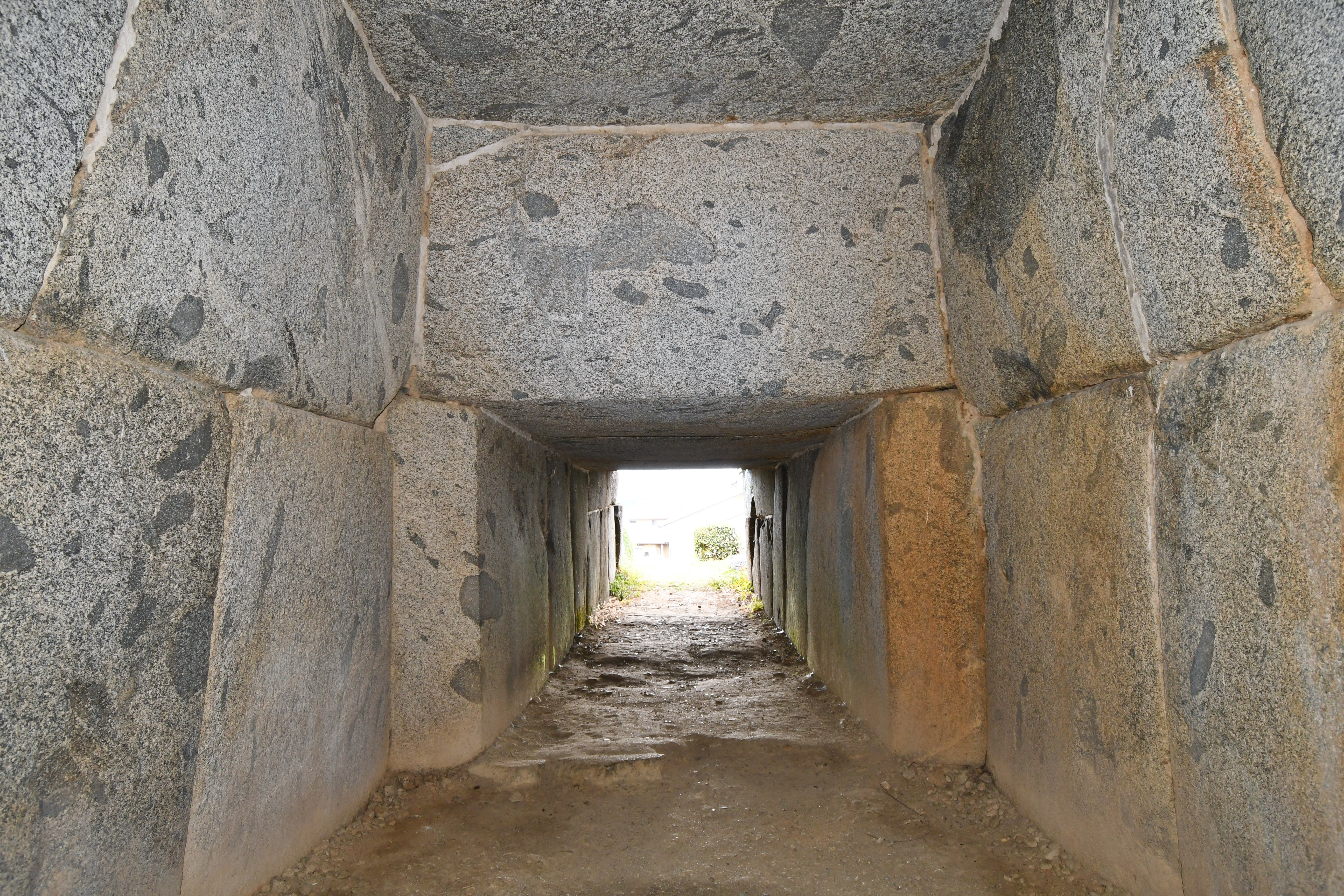
玄室（開口部方向）
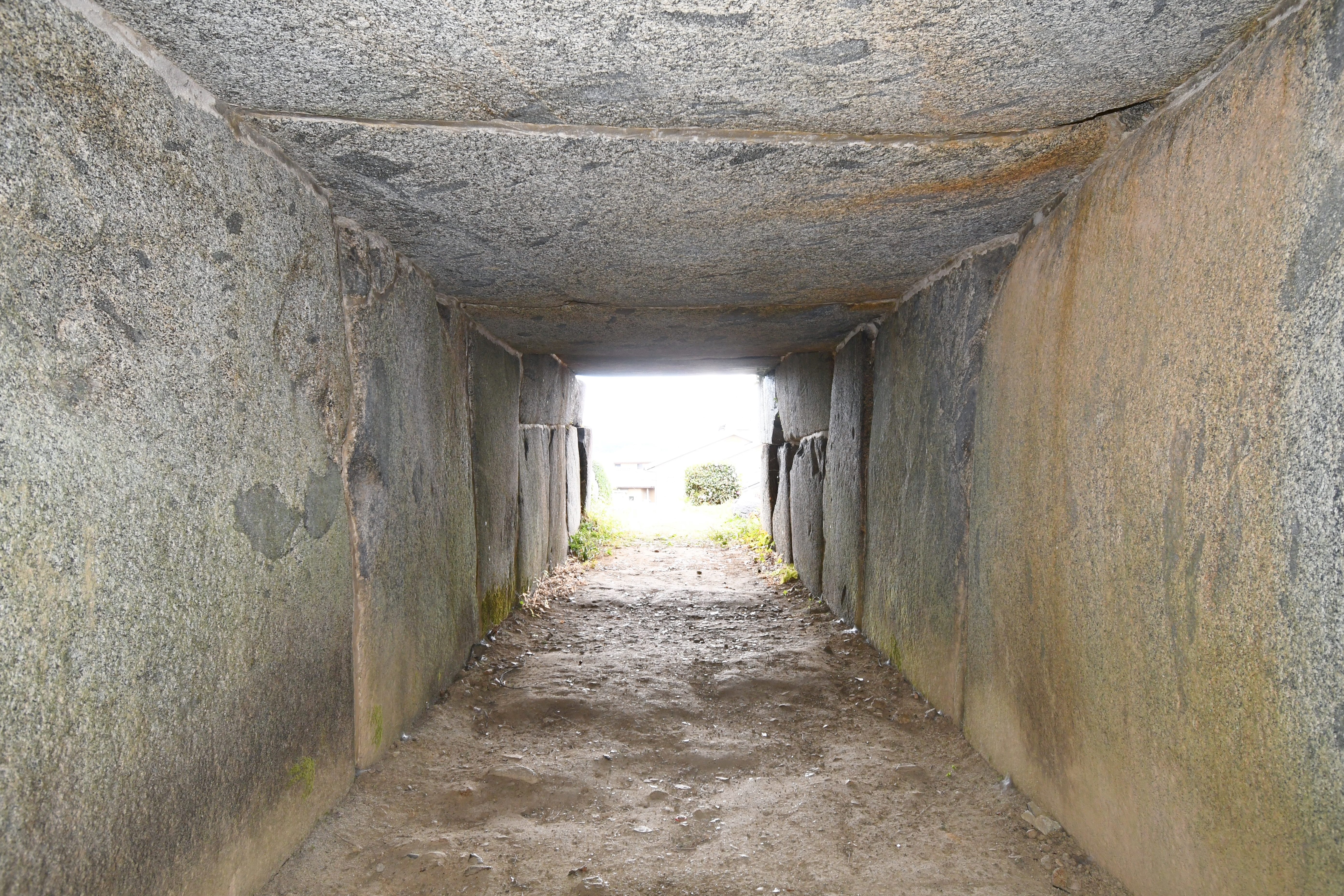
羨道（開口部方向）
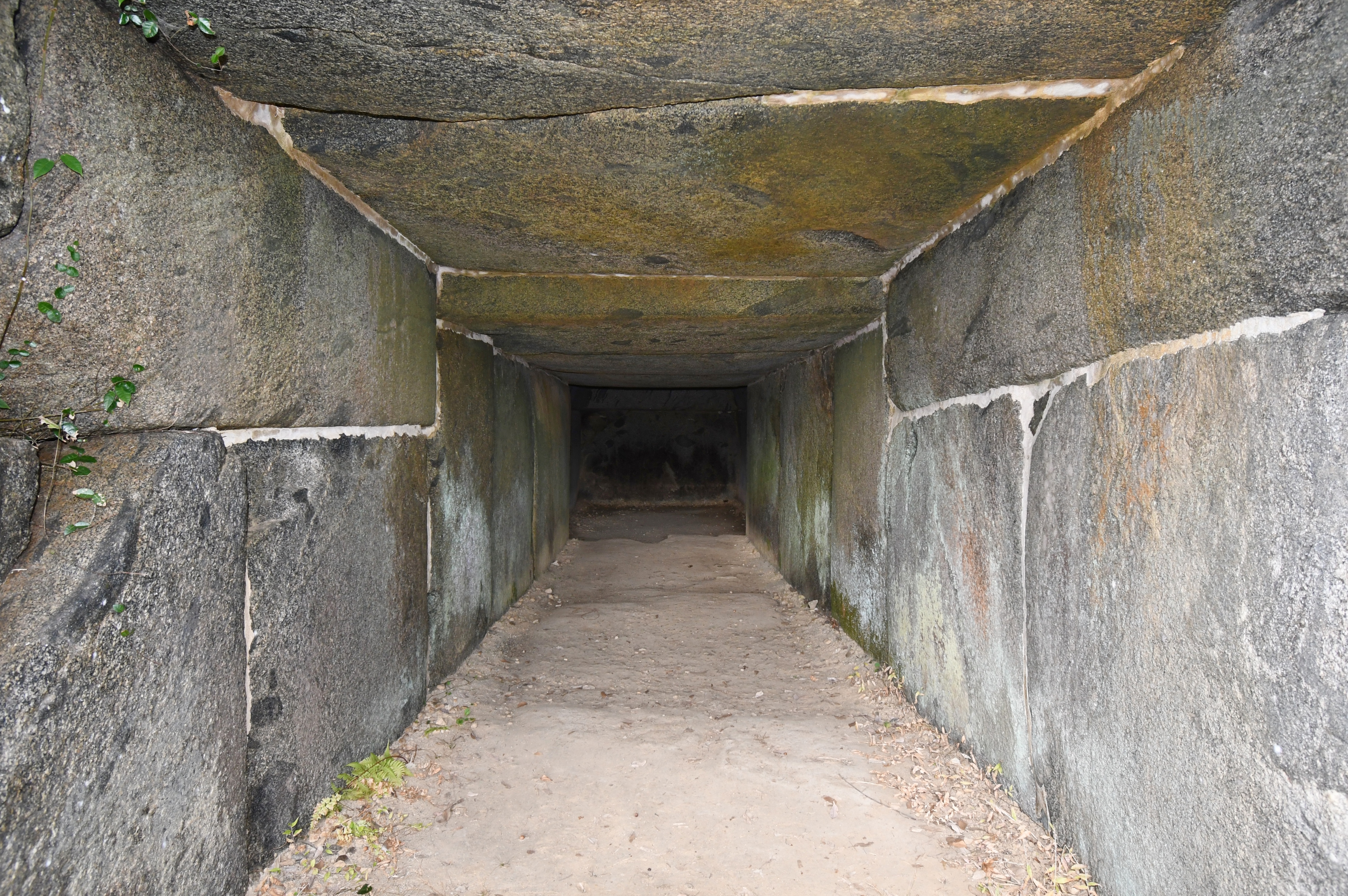
羨道（玄室方向）
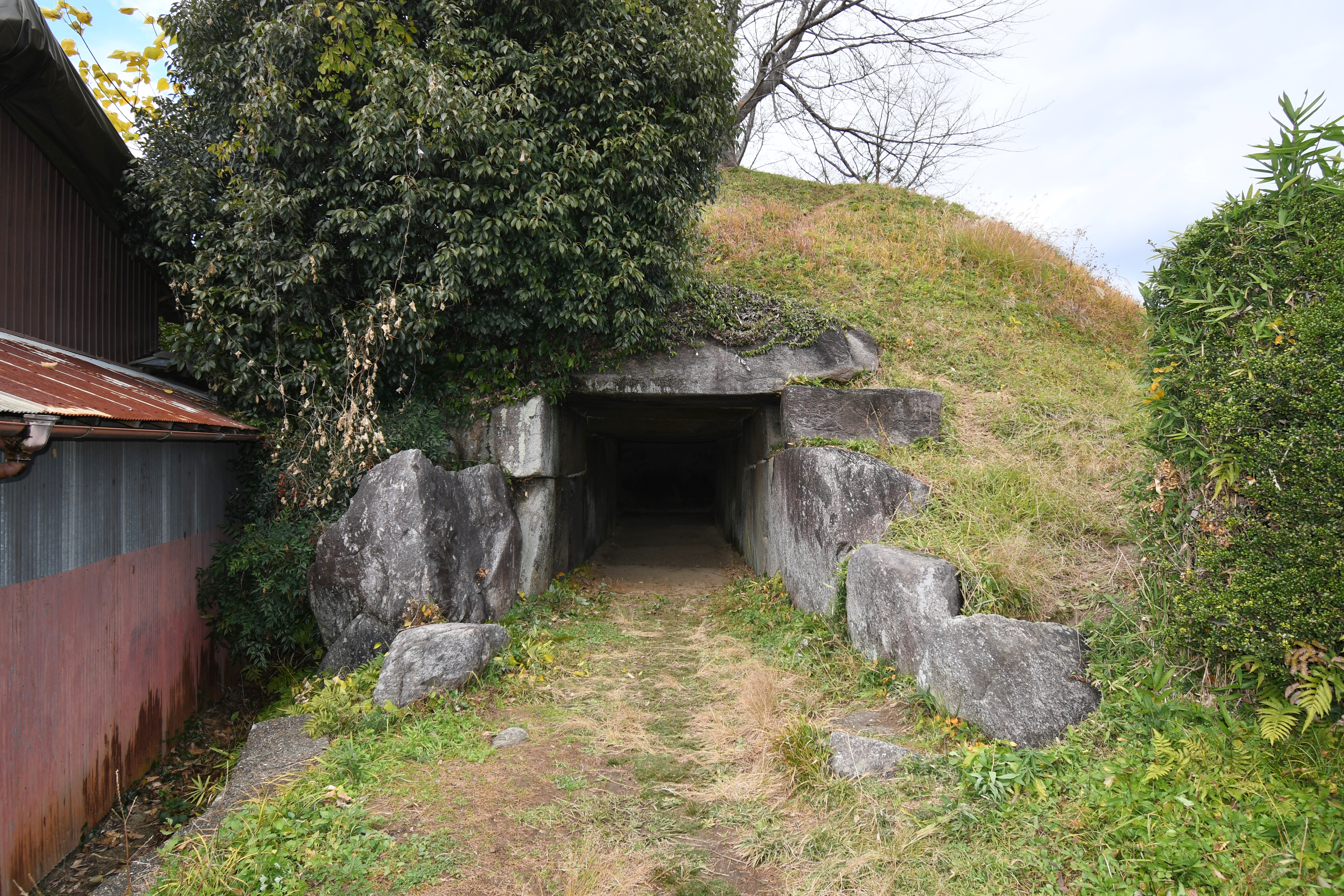
開口部

## 築造時期と被葬者
白石は岩屋山式に属する小谷古墳の家形石棺の型式および岩屋山式の前後の時期に属すると考えられる横穴式石室出土須恵器の編年などから岩屋山古墳および岩屋山式の横穴式石室の古墳の築造時期を7世紀中葉前後から7世紀第3四半期と推定している。また、岩屋山古墳の被葬者としては667年（天智6年）に越智岡上陵に葬られたとされる斉明天皇の可能性があることを指摘している。
一方、岩屋山式とされる前記の大阪府叡福寺北古墳（西暦621年または622年に死没した聖徳太子の墓とされている）、および同じ河内地方にあって、同じく岩屋山式とされる塚穴古墳（西暦603年に死没した来目皇子の墓とされている）の被葬者の没年から、これらの古墳の造営年代を7世紀第3四半期まで下げるのは無理と考え、岩屋山式の造営年代を7世紀第1四半期に引き上げる説も提唱されている。この説は岩屋山式の1つ前の段階にあたる石室を持つ石舞台古墳の造営年代をその被葬者とされる蘇我馬子の没年の西暦626年前後とするのではなく、馬子が572年に大臣となった時点で造営に着手したと考えようとすることで成り立っているものである。
この説が正しかった場合、岩屋山古墳＝斉明陵説は当然成り立たないわけであるが、馬子が大臣になった時点から天皇陵クラスの規模を持つ石舞台古墳の造営を開始したのではないかという考えにも無理がないわけでなく、今後の研究、調査と議論の進展が待たれる。

## 文化財

### 国の史跡
- 岩屋山古墳 - 1968年（昭和43年）5月11日指定。